# اوتوو
اوتوو (به چکی: Otov) یک منطقهٔ مسکونی در جمهوری چک است که در ناحیه دوماژلیتسه واقع شده‌است. اوتوو ۷٫۰۹ کیلومتر مربع مساحت و ۱۰۶ نفر جمعیت دارد و ۴۱۲ متر بالاتر از سطح دریا واقع شده‌است.